# Esselbach
Esselbach er en kommune i Landkreis Main-Spessart i regierungsbezirk Unterfranken i den tyske delstat Bayern. Den er en del af Verwaltungsgemeinschaft Marktheidenfeld.

## Geografi
Kommunen består af hovedbyen Esselbach og landsbyerne Kredenbach og Steinmark. Til Esselbach hører også bebyggelserne Schleifthor, Alte Wachenmühle, Neue Wachenmühle, Faun og Karlshöhe. Schleifthor, Faun og Karlshöhe er en del af det kommunefri område Löwensteiner Parks.